# Macrobrachium irwini
Macrobrachium irwini — вид прісноводних креветок родини креветових (Palaemonidae). Описаний у 2022 році.

## Поширення
Ендемік Індії. Поширений в річці Нандхіні. 11 особин зібрали поблизу міста Кател у штаті Карнатака. Річка протікає через вторинний ліс із густою рослинністю берегів у горах Західні Гати.